# Markthal (Rotterdam)
De Markthal te Rotterdam is een woon- en winkelgebouw met inpandige markthal, gesitueerd tussen de straten Dominee Jan Scharpstraat, Grotemarkt, Westnieuwland en Verlengde Nieuwstraat.
De opening vond op 1 oktober 2014 plaats door koningin Máxima. Naast een overdekte markt herbergt het complex 228 appartementen, 4600 m² winkelruimte, 1600 m² horeca en een parkeergarage voor meer dan duizend auto's. De Markthal is een ontwikkeling van Provast, in eigendom van Klépierre (retail), Vesteda (woningen) en de gemeente Rotterdam (parkeergarage).

## Architectuur
De Markthal is ontworpen door architectenbureau MVRDV. Het grijze natuurstenen gebouw heeft een boogvorm als van een hoefijzer. Tussen de binnen- en buitenboog zijn de genoemde appartementen gebouwd. Het gebouw heeft aan beide kopse kanten een glazen gevel. De gelamineerde glaspanelen, waarvan de meeste vierkant en 148,5 centimeter breed zijn, zijn gehangen in een kabelnetgevel van 34 meter hoog en 42 meter breed, die daarmee de grootste van Europa is. Iedere gevel telt 26 verticale en 22 horizontale kabels.

## Kunstwerk
De binnengevel van de Markthal is bekleed met een 11.000 m² (twee voetbalvelden) groot kunstwerk van Arno Coenen en Iris Roskam, getiteld Hoorn des Overvloeds. Deze titel verwijst naar de Cornucopia, een hoorn uit de Griekse mythologie die overvloed en verzadiging symboliseert. Het kunstwerk toont sterk uitvergrote vruchten, groenten, granen, vissen, bloemen en insecten. Op de achtergrond is ook de St. Laurenskerk met toren te zien. Voor de vervaardiging van de animatie is gebruikgemaakt van digitale 3D-technieken. Voor het renderen van het enorme bestand van 1,47 terabyte werden servers gebruikt die ook gebruikt worden voor de films van Pixar Studios. De digitale animatie werd opgedeeld in blokken en geprint op geperforeerd staal, de 4.000 panelen.
In 2014 ontstond internationale media-aandacht hiervoor. Sommige publicaties noemden het 'het grootste kunstwerk ter wereld' (een bewering die waarschijnlijk niet klopt) of 'de Sixtijnse Kapel van Rotterdam'. Coenen en Roskam hebben het werk gerealiseerd in samenwerking met een team van zes specialisten.

## Heiwerk
Van februari 2009 tot begin juni 2010 zijn 2500 palen de grond ingeheid. Dit gebeurde met meerdere heimachines tegelijkertijd. Bewoners in de omgeving ondervonden hiervan geluidsoverlast. In november 2009 werden daarom zeecontainers rond de bouwplaats neergezet om het geluid te dempen. Daarnaast moesten winkeliers in de omgeving vanwege het lawaai hun deuren dicht houden tijdens het heien om met hun klanten te kunnen spreken. Hiertoe werden op de deuren van deze winkels briefjes geplakt met het verzoek aan klanten om de deur dicht te doen nadat ze binnen waren gekomen. 
Om het moment waarop de heiwerkzaamheden voorbij zouden zijn aan te kondigen, werd aan de Binnenrotte een bord opgericht met daarop een afteller die aangaf hoeveel palen er nog geheid moesten worden. De laatste paal werd uiteindelijk eind juni 2010 de grond in geslagen.

## Van icoon tot probleem
In april 2015 won de Markthal de NEPROM-prijs van de Vereniging van Nederlandse Projectontwikkeling Maatschappijen. "Overheden en marktpartijen hebben door goede samenwerking een hoogwaardig project opgeleverd. De Gemeente Rotterdam en ontwikkelaar Provast hebben gezamenlijk het Laurenskwartier een forse impuls gegeven; de Markthal zet het merk ‘010’ overtuigend op de nationale en internationale kaart", aldus NEPROM. Ook werden vele andere nationale en internationale awards binnengehaald. Ook de eerste economische rapporten waren positief: SCN (Shopping Centre News) sprak begin 2017 van een overdonderend succes. De hal was "misschien wel het best ontwikkelde winkelcentrum van Nederland sinds de start van de 21e eeuw", met 150.000 bezoekers per week; 1,3 miljoen euro omzet/week; gemiddeld deed 76% van de bezoekers een besteding van gemiddeld 17 euro. Maar ruim 2 jaar na de opening kwamen er ook andere geluiden. Begin 2017 was er sprake van conflicten en stonden 12 van de 96 retail-eenheden leeg. Dat werd aan het oog onttrokken met pop-upstores, kookdemonstraties, een uitstalling met schilderijen en pop-up terrassen. Als mogelijke oorzaak voor de leegstand werden diverse zaken benoemd: te hoge huren, een inflexibele directie, te strenge regels ("een kaasboer mocht niet een broodje kaas verkopen"), een muizenplaag, toeristen die alleen maar kwamen kijken, te koud in de winter, maar ook ondernemers die te weinig zouden doen aan klantenwerving. De ondernemers moesten maandelijks honderden euro's promotiekosten afdragen aan Markthal-eigenaar Klépierre zonder dat dat tot veel nieuwe clientèle leidde. De communicatie met Klépierre werd als gebrekkig of soms zelfs als intimiderend ervaren. In 2018 besloot de vereniging van winkeliers en horecaondernemers in de hal om zaken niet meer direct met Klépierre te bespreken maar om een crisismanager in te zetten als bemiddelaar. Het concept (nl. een dagelijks geopende vers-markt, een "theater van verse voeding") kwam intussen onder druk te staan: veel ondernemers gingen over tot het serveren van "een snelle hap". Daardoor kwam er meer horeca in het pand dan de riolering aankon, met als gevolg stankoverlast. In een rechtszaak kregen de ondernemers grotendeels gelijk over de te hoge servicekosten. Klépierre lokte hen binnen met lage tarieven om die vervolgens snel te verhogen. In oktober 2020 stelde De Telegraaf zelfs dat de hal dreigde te verpauperen. 26 van de 100 plekken stonden leeg en nog eens 10 ondernemers zouden op omvallen staan. De coronacrisis speelde daarbij ook een rol. Nog diezelfde maand dienden het CDA en de PvdA een motie in in de gemeenteraad waarin de gemeente werd opgeroepen een bemiddelende rol te spelen om huurverlaging van Klépierre gedaan te krijgen en om dit Rotterdamse icoon te redden. Maar in juli 2021 was de leegstand verder toegenomen en stond ca. 1/3 van de winkeltjes leeg.
 Maar eind 2022 leek de Markthal de weg omhoog weer gevonden te hebben. Dat jaar waren er zeven miljoen bezoekers. Wel is het aanbod aan versproducten veelal vervangen door horeca.

### Staatssteun
Op de achtergrond speelde ook nog een rechtszaak door de Stichting Karmedia tegen de gemeente Rotterdam over ongeoorloofde staatssteun ter waarde van 127 miljoen euro. De gemeente zou geen verplichte aanbestedingsprocedure hebben uitgeschreven voor de bouw van de parkeergarage, waardoor de bouwrijpe grond voor een te laag bedrag aan Provast werd verkocht; zulke handelingen zouden in strijd zijn met het mededingingsrecht en een vrije concurrentie verstoren. De gemeente werd zowel door de Rechtbank, als in hoger beroep door het Gerechtshof, als in cassatie bij de Hoge Raad, in het gelijk gesteld. Niet omdat de gemeente juist zou hebben gehandeld, doch omdat Karmedia niet ontvankelijk werd verklaard: Karmedia zou niet de belangen vertegenwoordigen van ondernemingen die belang zouden hebben gehad bij de gunning van de markthalovereenkomst(en) en die zich door de beweerde inbreuk op het aanbestedingsrecht benadeeld hadden kunnen achten. Evenmin kon Karmedia een beroep doen op het algemeen belang.

## Archeologie
De Markthal staat op een locatie die in de veertiende eeuw behoorde tot het noordoostelijke deel van de polder Westnieuwland. Deze polder werd omsloten door het water Kolk en een ringdijk die de polder beschermde bij hoogwater. Dit ingepolderde tussenland was bewoond. Zo stond op de plaats van de Markthal ooit het laatmiddeleeuwse woonhuis Keulen.
Tijdens de bouw is op zeven meter onder het straatniveau door archeologen een boerderij uit de 10e eeuw blootgelegd. Binnen de huisplattegrond, die een afmeting had van 7,5 bij 13,5m, waren twee ovens en enkele haardplaatsen te herkennen. De boerderij hoorde bij Rotta, de nederzetting die aan Rotterdam voorafging. De inwoners waren boeren, ambachtslieden en handelaren. Eerder werd al een dijk met huizen van na 1300 op deze plek gevonden.
De opgravingen hebben materiaal geleverd voor een permanente tentoonstelling genaamd 'De Tijdtrap'. De vitrines met objecten staan opgesteld in het trappenhuis van de parkeergarage onder de Markthal. Door middel van aanraakbeeldschermen kan over ieder gepresenteerd object een verhaal worden opgeroepen. Deze tentoonstelling heeft de Publieksprijs van de Nederlandse Archeologie gewonnen.

### Afbeeldingen

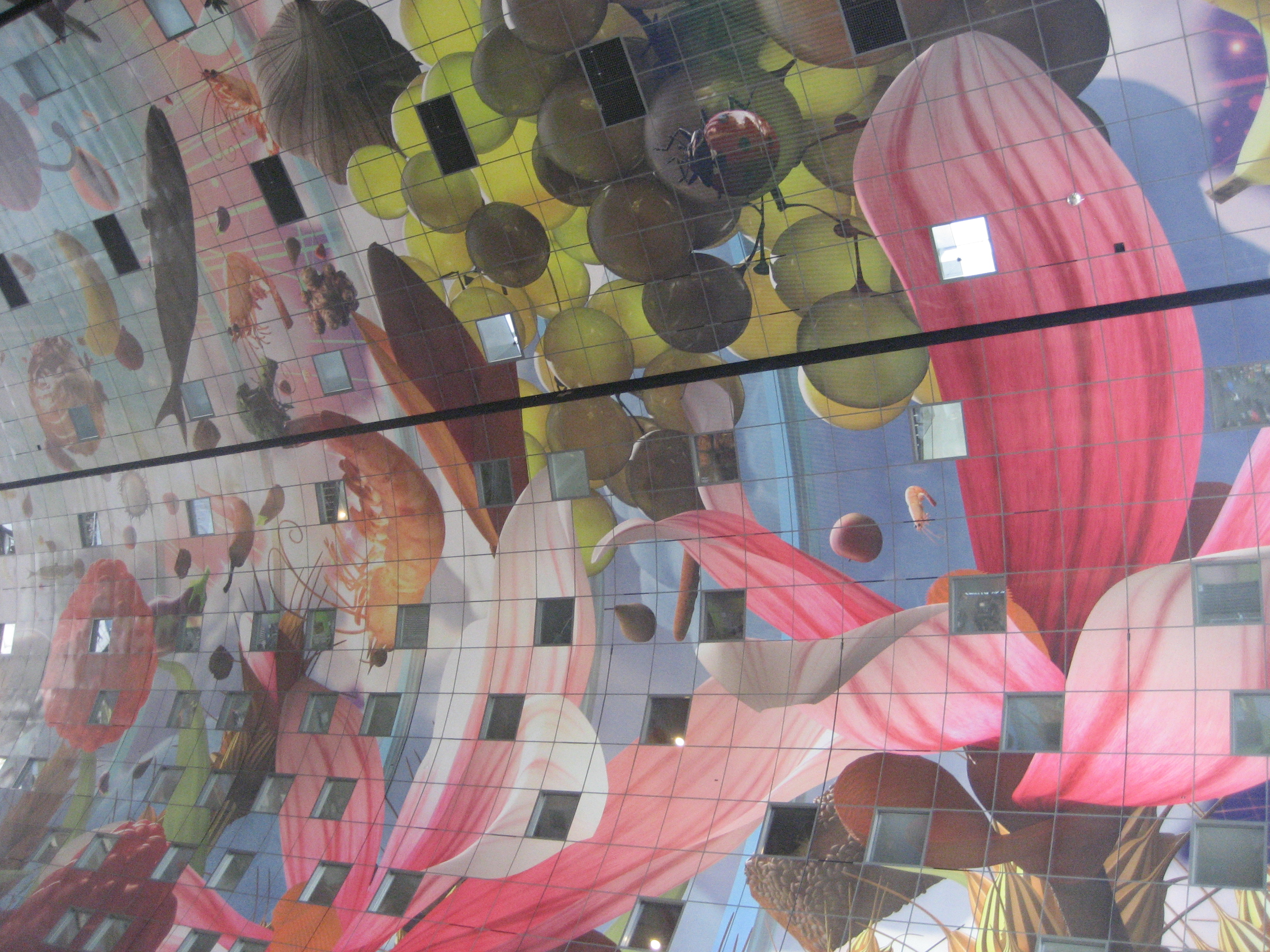
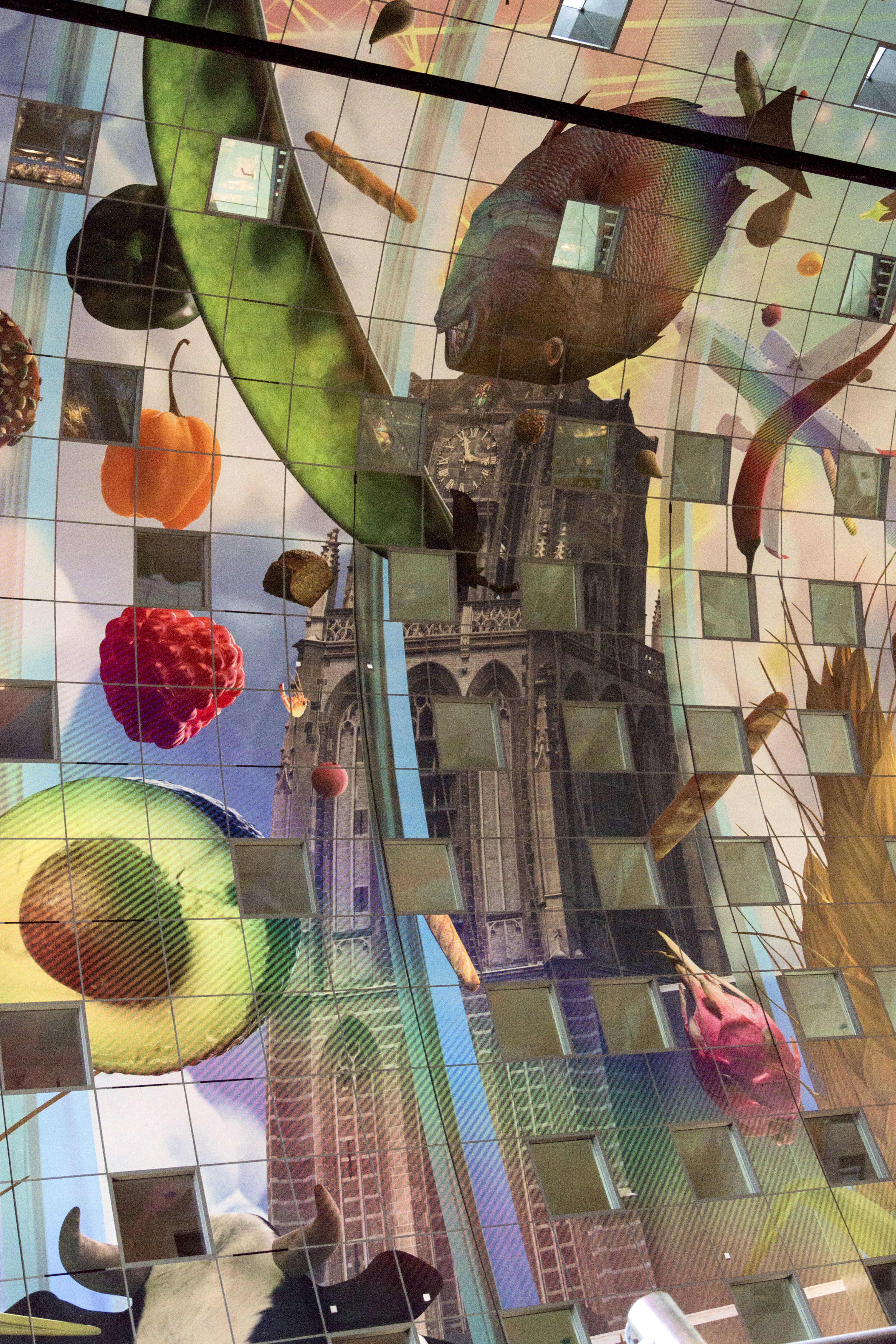
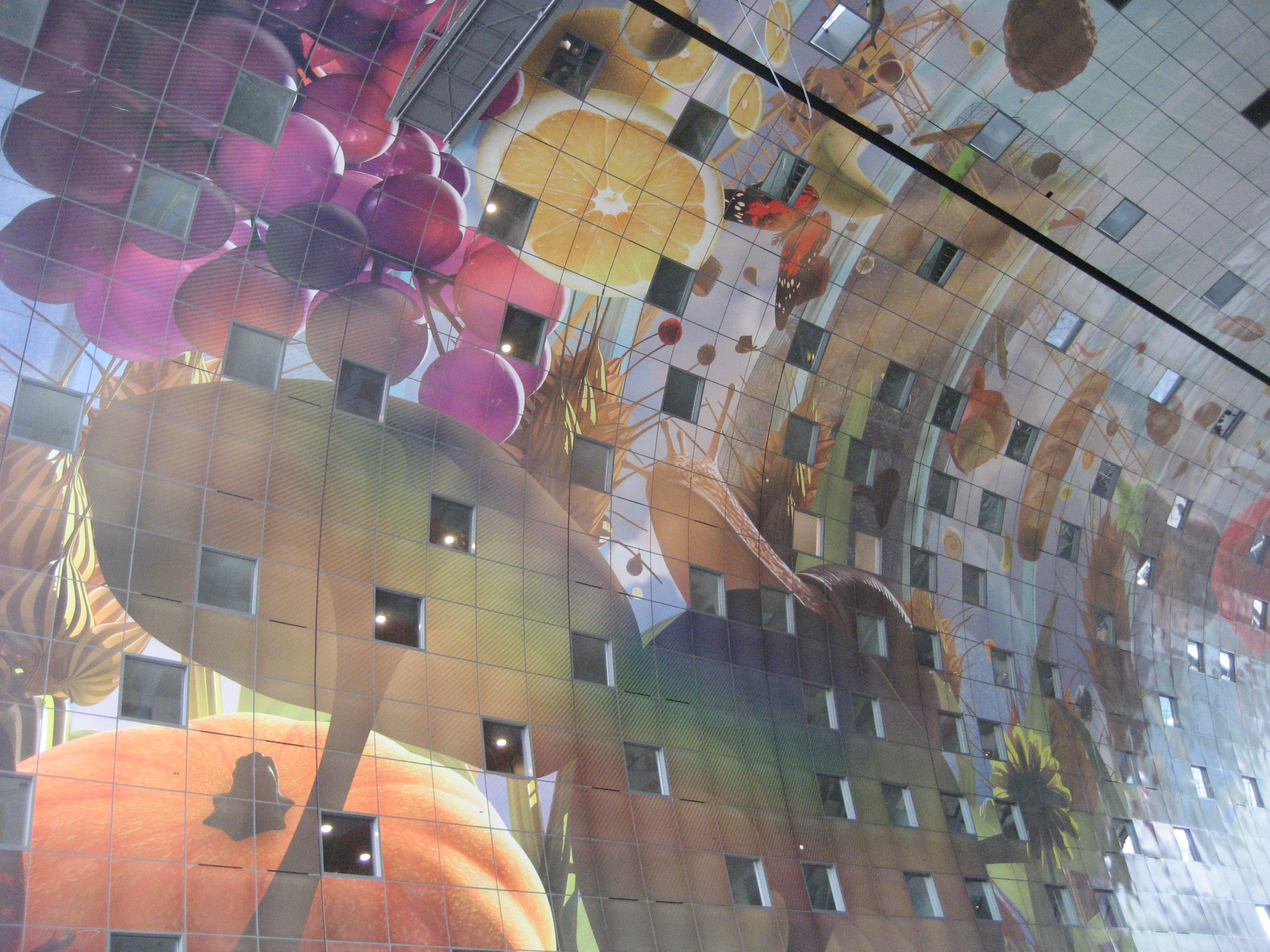

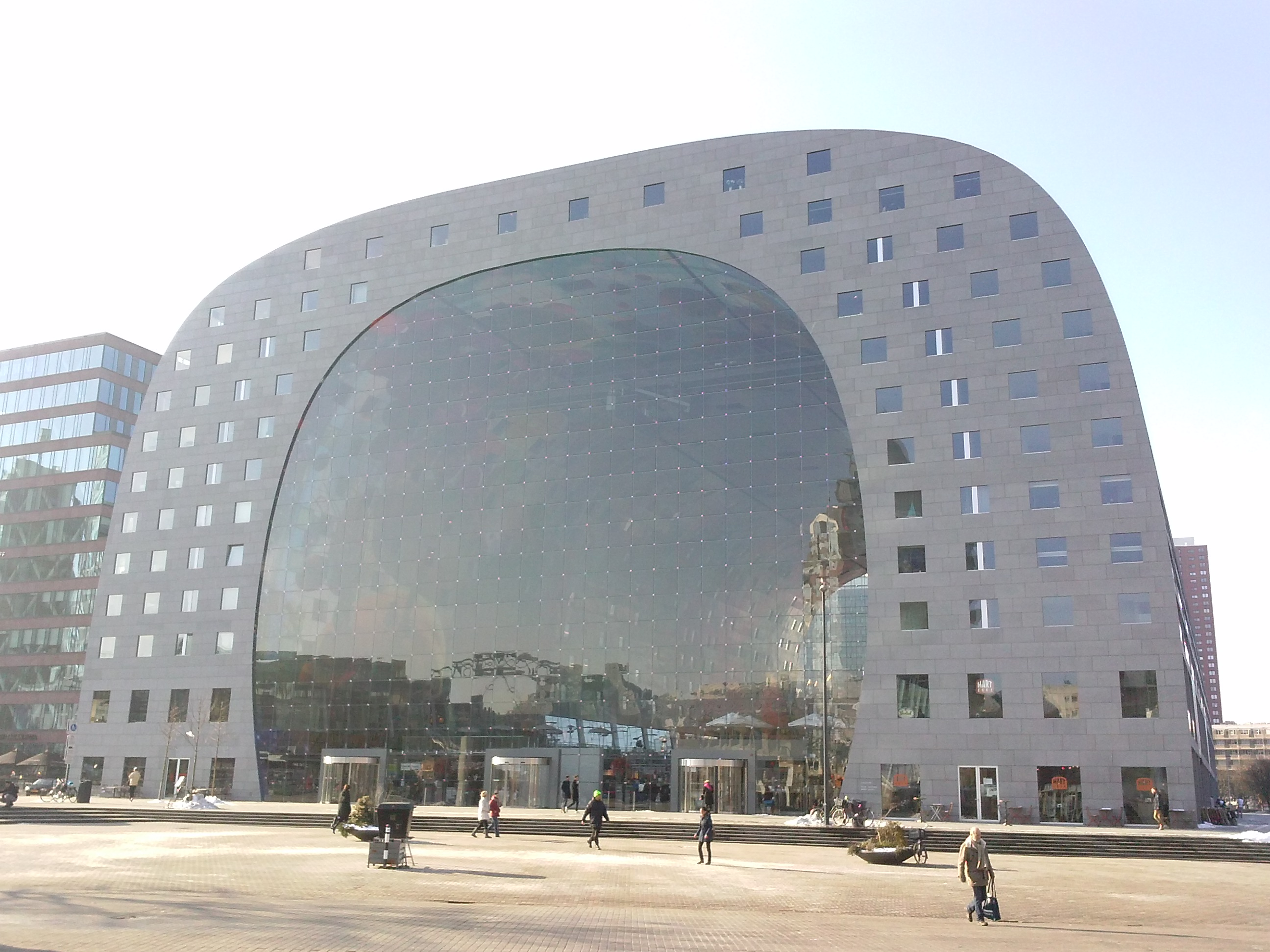
De Markthal gezien vanaf de Binnenrotte in 2015
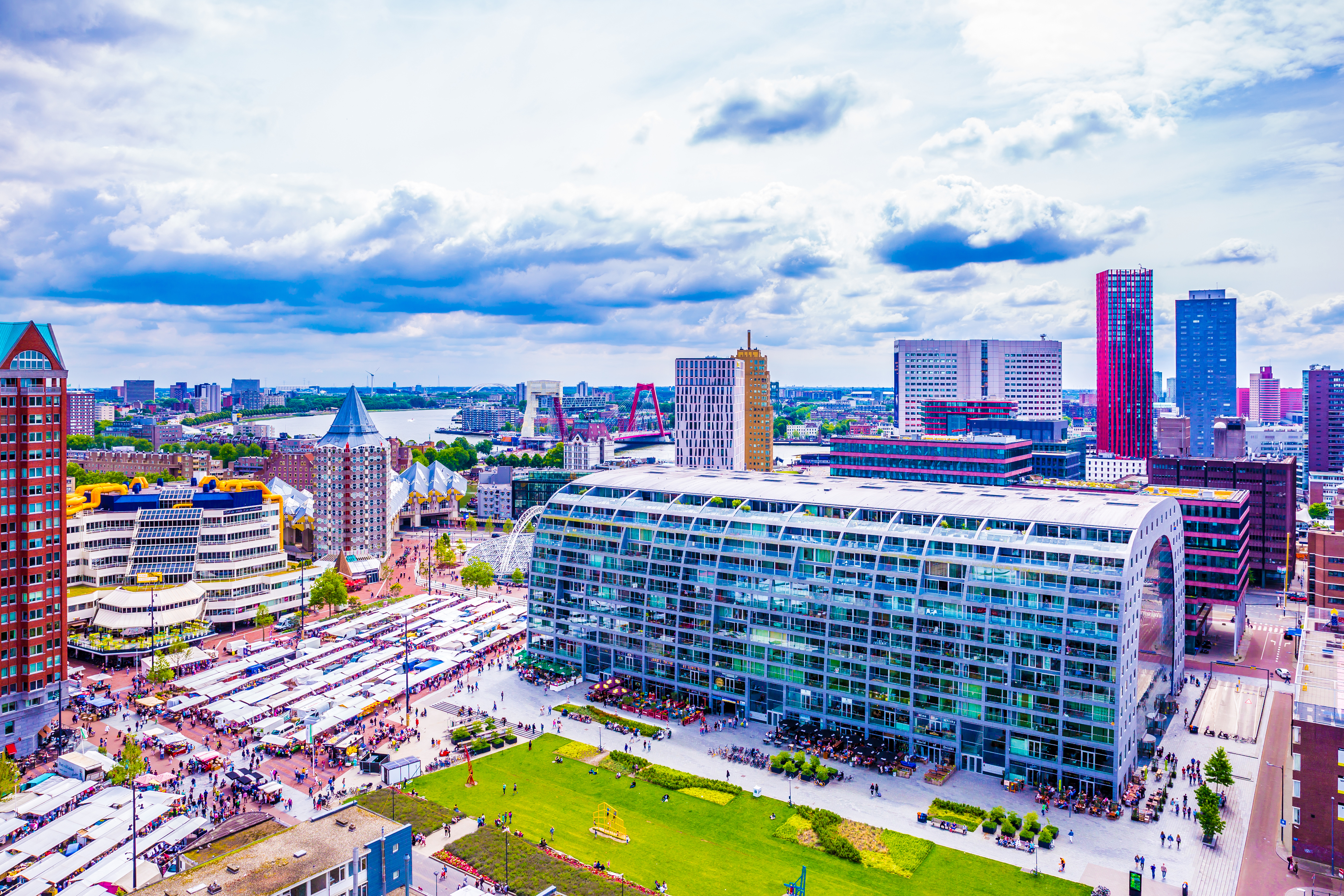
De Markthal gezien van bovenaf in 2017
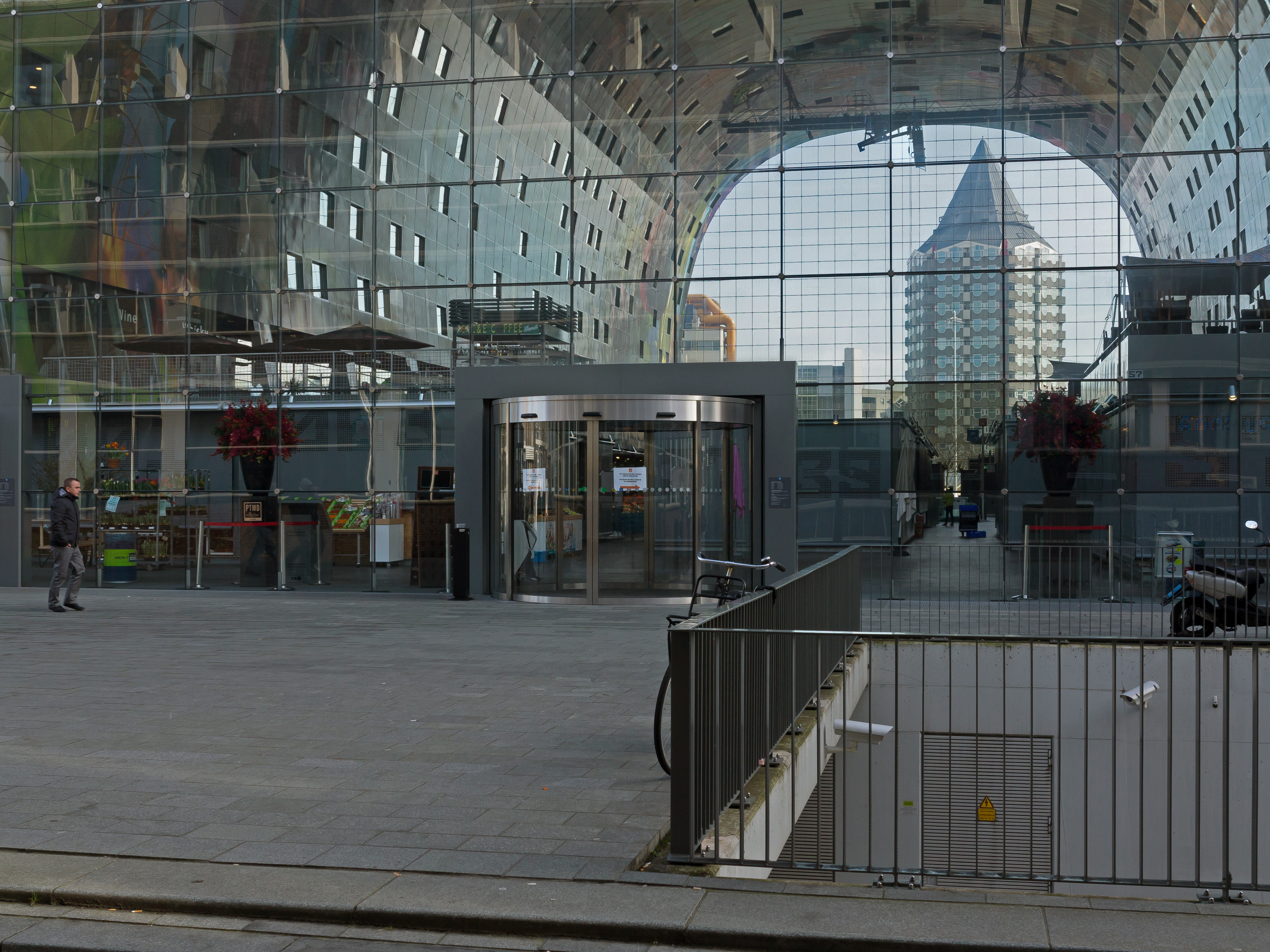
De Blaaktoren door de Markthal heen
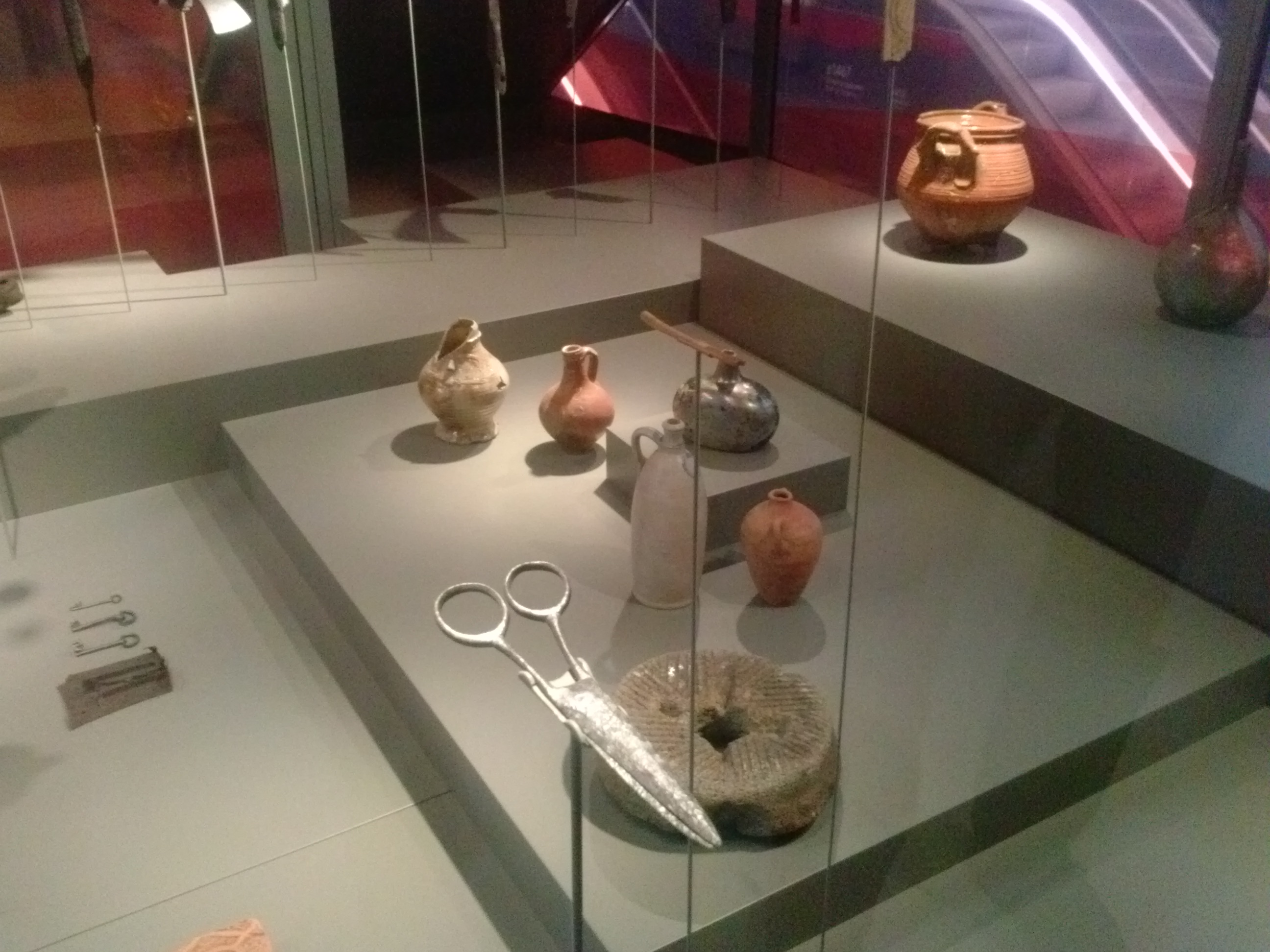
Archeologische vondsten in vitrines onder de Markthal
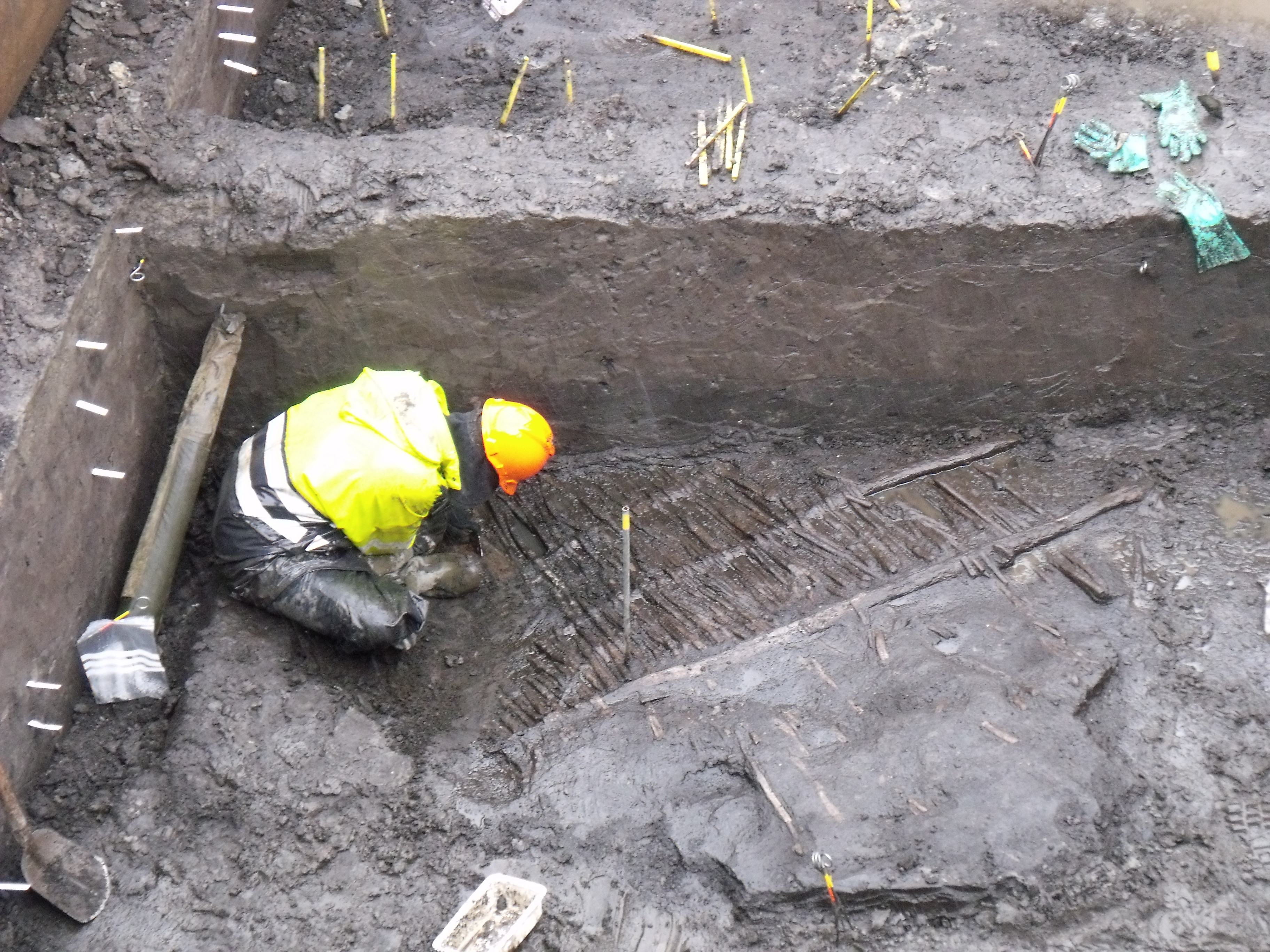
Archeoloog bij de muur van een boerderij van de nederzetting Rotta
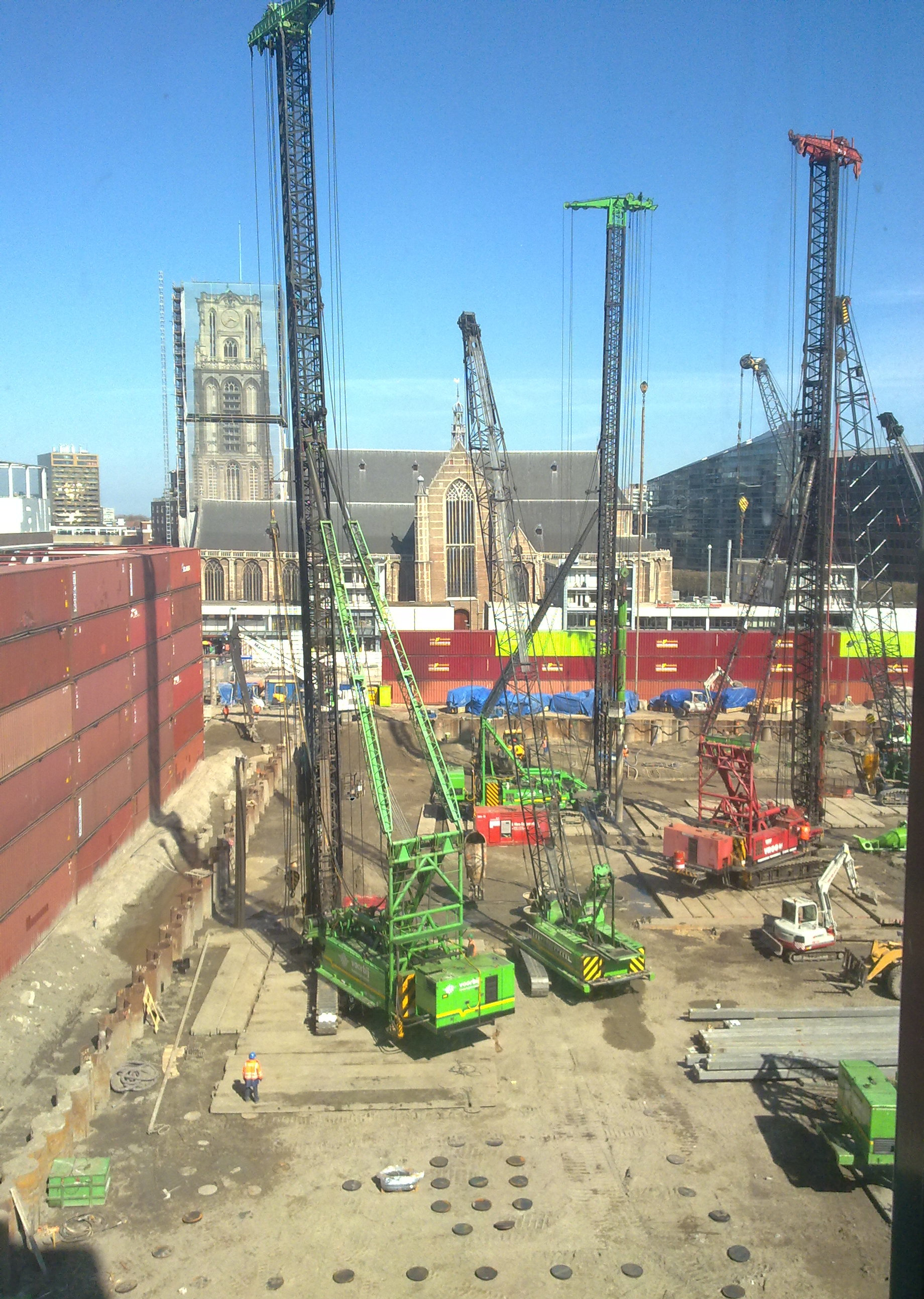
Bouwplaats van de Markthal omringd door zeecontainers (2010)

## Trivia
- De vierlaagse parkeergarage van de Markthal is de grootste van de Rotterdamse binnenstad.[33]
- De Markthal was een van de eerste gebouwen die door middel van augmented reality te zien waren.[34] Met de applicatie UAR van het NAi kon ter plaatse met een 3D-model worden getoond hoe de hal eruit zou komen te zien.